# Szász Imre
Szász Imre (Budapest, 1927. március 19. – Budapest, 2003. április 8.) József Attila-díjas magyar író, műfordító.

## Élete
Egyetemista koráig Kaposvárott élt, onnan került fel magyar–angol szakra az Eötvös-kollégiumba. A Pázmány Péter Tudományegyetemen szerzett tanári diplomát. 		
Könyvkiadói lektor lett előbb a Franklin, majd a Szépirodalmi Könyvkiadónál 1968-tól 1975-ig, 1975-től 1977-ig az Élet és Irodalom olvasószerkesztője volt, 1977-től az Új Tükör című hetilap főmunkatársa. Két évet töltött az Amerikai Egyesült Államokban, több regényt és drámát fordított angolból magyarra.
Mindössze 26 éves volt, amikor megjelent első műve, a nagy közönségsikert és irodalmi díjat is hozó Szól a síp (1953). A következő két könyv, a Vízparti kalauz (1958) és a Horgászbottal írtam (1962) az író vízparti élményeinek, horgásztörténeteinek gyűjteménye. Később több műfajban is publikált: regényeken, filmforgatókönyvön, színműveken, esszéken, ifjúsági műveken kívül egy vadászatról szóló szociográfiája is megjelent. 
Szász Imre nemcsak karcolatokat, elbeszéléseket, regényeket, drámákat és útirajzokat írt; kritikusként és esszéistaként is magas színvonalon művelte műfaját.
Érdeklődése elsősorban az angolszász irodalmak (pl. Jack London, Mark Twain művei) felé vonzotta; erről a területről kerültek ki hézagpótló, a modern irodalom megismerését is elősegítő prózafordításai is.
2002-ben a kiváló elbeszélői és műfordítói, irodalomszervezői munkássága elismeréseként a Magyar Köztársasági Érdemrend tisztikeresztje kitüntetést adományozták neki.
Szász Imre 2003 áprilisában, 76 évesen, hosszú betegség után hunyt el. Halálakor Yann Martel regényének, a Pi életének magyar fordításán dolgozott, melyet Gy. Horváth László, utolsó regényének szerkesztője fejezett be helyette.

## Díjai, elismerései
- Szocialista Kultúráért érdemérem: 1952
- József Attila-díj: 1954 (nem vette át)
- József Attila-díj: 1988
- A Művészeti Alap Irodalmi Díja: 1985
- Déry Tibor-jutalom: 1985
- Az Év Könyve-jutalom: 1985, 1994
- Artisjus-díj: 1994
- A Magyar Köztársasági Érdemrend tisztikeresztje: 2002[2]

## Művei
- Szól a síp (regény, 1953)
- Basa (ifjúsági regény, 1956)
- Vízparti Kalauz (novella, 1958)
- Horgászbottal írtam... (regény, 1962)
- Kisanna Kertországban (regény); Móra, Bp., 1962
- Maszat és társai (1963)
- Kisanna Erdőországban (1965)
- Felhőfejes (regény, 1967)
- Gyertek este kilencre. Regény; Szépirodalmi, Bp., 1969
- Száraz Martini koktél (regény, 1973)
- Áldozatok (regény, 1975)
- Legato (forgatókönyv, 1978)
- Háló nélkül (tanulmányok, 1978)
- Halakról és vadakról (novella); Gondolat, Bp., 1980
- Fürdik a hal. Horgásztörténetek; szerk. Szász Imre; Mezőgazdasági–MOHOSZ, Bp., 1983
- Ez elment vadászni... (szociográfia); Szépirodalmi, Bp., 1984 (Magyarország felfedezése)
- Önarckép, háttérrel; Szépirodalmi, Bp., 1986
- Ménesi út. Regény és dokumentumok; Magvető, Bp., 1985
- A világ így ér véget (regény, 1986)
- Megyek, ha elbocsátasz (regény, 1991)
- Sahriár éjszakái (regény, 1997)
- Vizek vándora (válogatott novellák, 2000)
- Az Emlékezés tava (regény, 2001)
- Basa. Egy kutyacsalád története; Lazi, Szeged, 2009

## Cikkek, esszék
- Szász Imre: Ernest Hemingway. Kaland és legenda = Az amerikai irodalom a huszadik században 1962. 287-312. p., 493-494. p.
- Szász Imre: Ernest Hemingway. Bevezető tanulmány a Novellák-hoz 1963.
- Szász Imre: Books in the Street (Konrád György A Látogató c. művéről), The New Hungarian Quarterly 1969. (19. évf.) 36.
- Szász Imre: Debit and Debility. = The New Hungarian Quarterly, Vol. 11. No. 38. 1970. Summer. 178-182. p.
- Szász Imre: Könyvespolcon. (Kertész Imre Sorstalanság c. regényéről), Magyar Hírlap, 1975. május 17.
- Szász Imre: Könyvespolcon (Ottlik Gézáról), Magyar Hírlap, 1975. augusztus 3. 10. old.
- Szász Imre: Egy családregény vége: Nádas Péter regénye. = Új Tükör, 1977. 36. sz. (szept.) 2. p.
- Szász Imre: A nyomkereső. = Új Tükör, 1977. június 5., 23. sz. 2.
- Szász Imre: Ottlik Géza: Iskola a határon = Sz. I.: Háló nélkül, 1978., 89-92. old.
- Szász Imre: Negyedévi jelentés, 1970. nyár. = Háló nélkül: Esszék, kritikák. Bp. 1978, Szépirod. Kvk. 247-249. p.)
- Szász Imre: Testünk Temploma. = Új Tükör, 1986. július 24. 23. p.
- Szász Imre: Csak könnyűlovasság, ló nélkül. = Élet és Irodalom, 1987. február 13. 3-4. p.
- Szász Imre: Az író, mint a rablóbanda feje (Lengyel Péter Macskakő c. művéről) Új Tükör 1989/4.
- Szász Imre: Évkönyv: Nádas Péter esszéje. = Új Tükör, 1989. július 30. 2. p.

## Tanulmányok
- Koczkás Sándor: Szász Imre: Bottyán. ÍÚ 1953. 18.
- Zsikó Gyula: Három történelmi regény. Szász Imre: Szól a síp. Dtáj 1953. 6. sz. 77–80.
- Mesterházi Lajos: Szász Imre: Vízparti kalauz. ÉI 1959. 13. sz.
- Lengyel Balázs: Szász Imre: Kisanna Kertországban. ÉI 1963. 10. sz.
- Béládi Miklós: Szász Imre: Felhőfejes. Kr 1967. 11. sz. 65–67. és B. M.: Érintkezési pontok. 1974. 563–571.
- Faragó Vilmos: Hogyan készül a regény? Szász Imre: Felhőfejes. ÉI 1967. 37. sz.
- Faragó Vilmos.: Perben – harag nélkül. 1969. 116–119.
- Bodnár György: Keserű önvizsgálat. Szász Imre: Gyertek este kilencre. ÚÍ 1970. 5. sz. 108–110.
- Bodnár György.: Törvénykeresők. 1976. 458–462.
- Csűrös Miklós: Szász Imre: Gyertek este kilencre. Je 1970. 1049–1051.
- Szabó B. István: Egy életforma regénye. Népszabadság, 1970. február 26.
- Tábor Ádám: Egy emberöltő éjszakában. ÉI 1970. 10. sz.
- Márkus Béla: Szász Imre: Gyertek este kilencre. Alf 1971. 1. sz. 84–85.
- Lengyel Péter: Műfordítók műhelyében. ÉI 1973. 43. sz.
- Faragó Vilmos: Amerikai zsákmány. ÉI 1974. 5. sz.
- Fenyő István: Szász Imre: Száraz martini koktél. Kort 1975. 664–665. és
- Fenyő István: Figyelő szemmel. 1976. 435–448.
- Kemsei István: Szász Imre: Száraz martini koktél. Kr 1974. 8. sz. 26.
- Lázár István:  Szász Imre: Száraz martini koktél. ÚÍ 1974. 4. sz. 118–119.
- Vajda Miklós: Az író arcképe lézengő idegen korából. Nagyv. 1975. 465–467.
- Koltai Tamás: Politikai kirakós játék. ÉI 1976. 11. sz.
- Erki Edit: Szász Imre: Háló nélkül. Kr 1979. 6. sz. 30.